# Aspalathus vacciniifolia
Aspalathus vacciniifolia är en ärtväxtart som beskrevs av Rolf Martin Theodor Dahlgren. Aspalathus vacciniifolia ingår i släktet Aspalathus och familjen ärtväxter. Inga underarter finns listade i Catalogue of Life.